# Heliogaster columellifer
Heliogaster columellifer — вид грибів, що належить до монотипового роду  Heliogaster.

## Поширення та середовище існування
Зростає в Японії.